# رافائيل بلاو
رافائيل بلاو (بالإنجليزية: Raphael Blau)‏ هو كاتب سيناريو أمريكي، ولد في 11 أغسطس 1912، وتوفي في 31 مارس 1996.

## وصلات خارجية
- رافائيل بلاو على موقع IMDb (الإنجليزية)
- رافائيل بلاو على موقع ألو سيني (الفرنسية)
- رافائيل بلاو على موقع أول موفي (الإنجليزية)
- رافائيل بلاو على موقع قاعدة بيانات الأفلام السويدية (السويدية)
- رافائيل بلاو على موقع قاعدة بيانات الفيلم (الإنجليزية)
- رافائيل بلاو على موقع كينوبويسك (الروسية)